# سد خیرآباد نیکشهر
سد خیرآباد نیکشهر، یک سد خاکی با هسته رسی بر روی رودخانه کشیگ در هفت کیلومتری شمال شهر نیک شهر و ۵۰۰ کیلومتری جنوب مرکز استان سیستان و بلوچستان است که دارای مخزن آبی به حجم ۲۷ میلیون متر مکعب می‌باشد.
این سد برای نخستین بار در نیمه دوم بهمن ۱۳۸۹ سرریز شده و پس از آن بعد از ۹ سال در سال ۱۳۹۸ سرریز کرد و در ادامه در سال ۱۳۹۹، اسفند ۱۴۰۲ و فروردین ۱۴۰۳ نیز سرریز کرد.

## اهداف و مشخصات
سد خیرآباد کشیگ با هدف تأمین آب آشامیدنی ۵۰ ساله ساکنان شهر نیکشهر، تغذیه سفره‌های آب زیرزمینی به ویژه قنوات، چشمه‌ها و کشاورزی به صورت محدود ساخته شد.
سد خیرآباد به منظور تأمین آب آشامیدنی ۵۰ ساله نیکشهر و ۶۰۰ هکتار زمین‌های کشاورزی پایین دست شهر نیکشهر بر روی رودخانه کشیک در زمان ریاست جمهوری هاشمی رفسنجانی طراحی و کلنگ زنی شد و ساخت آن در سال ۱۳۸۱ شروع و در سال ۱۳۸۸ افتتاح گردید.
ارتفاع این سد از پی ۴۱ متر، از بستر رودخانه ۳۵ متر، عرض پی این سد خاکی ۲۰۵ متر، تاج آن هشت متر و طول بدنه آن ۲۹۵ متر است.

## نگارخانه
.